# Liste des sous-marins de la Colombie
La liste des sous-marins de la Colombie rassemble les sous-marins commandés ou exploités par la Marine nationale colombienne au fil des ans.

## Sous-marins océaniques
Ces sous-marins sont désignés en espagnol Submarino Oceánico, acronyme SO.

### Type 209/1200
- ARC Pijao (SO-28) commissionné le 14 avril 1975[1],[2],[3]
- ARC Tayrona (SO-29) commissionné le 18 juillet 1975[4]

### Type 206
En mai 2012, la marine colombienne achète d'occasion quatre sous-marins allemands retirés du service : 2 destinés au service actif et 2 devant être cannibalisés comme stock de pièces de rechange. Les deux exemplaires qui vont reprendre du service doivent être rénovés avant livraison. Le 5 décembre 2015, ils intègrent le service actif après un long rétrofit en Allemagne.
En août 2018, ils se trouvent dans le port de Kiel (Allemagne).
- ARC Intrépido (SC-23) ex-U23 de la marine allemande ; commissionné le 5 décembre 2015 en Colombie[8].
- ARC Indomable (SC-24) ex-U24 de la marine allemande.

## Sous-marins tactiques
Ces sous-marins sont désignés en espagnol Submarino Táctico (sous-marins tactique), acronyme ST.

### TypeCosmos SX 506
- ARC Intrépido (S-21) en service de 1973 à 2013 (NB : certaines sources lui attribuent à tort le pennant number ST-20)
- ARC Indomable (S-22) en service de 1974 à 2013 (NB : certaines sources lui attribuent à tort le pennant number ST-21)

## Sous-marins de poche
Ces sous-marins de poche sont désignés en espagnol Lancha Submarina (vedette sous-marine), acronyme LS.
- ARC Triunfante (LS-11)
- ARC Atrevida (LS-12)
- ARC Emprendedora (LS-13)
- ARC Rayo (LS-14)
- ARC Defensora (LS-15)
- ARC Protectora (LS-16)
- ARC Poderosa (LS-17)